# جورج كينيدي (لاعب كرة قدم)
جورج كينيدي (بالإنجليزية: George Kennedy)‏ هو لاعب كرة قدم بريطاني (وحمل سابقاً جنسية المملكة المتحدة لبريطانيا العظمى وأيرلندا) في مركز نصف الجناح، ولد في 12 مارس 1882 في المملكة المتحدة، وتوفي في 16 نوفمبر 1917 في فلاندر في بلجيكا. لعب مع تشيلسي ولينكولن سيتي أف سي ونادي برينتفورد و5th Kirkcudbrightshire Rifle Volunteers F.C. ‏ وHeston Rovers F.C. ‏.